# Цикл женских турниров ITF 2015 (январь — март)
Цикл женских турниров ITF 2015 (англ. 2015 ITF Women's Circuit) — ежегодный женский тур профессиональных теннисистов, проводимый Международной федерацией тенниса.
Статья содержит результаты первой четверти года — с января по март.

## Расписание

### Легенда
| Призовой фонд |
| 100.000 USD   |
| 75.000 USD    |
| 50.000 USD    |
| 25.000 USD    |
| 15.000 USD    |
| 10.000 USD    |

## Неделя 1
| Дата начала | Турнир                                      | Чемпионки (Счёт финала)                      | Финалистки                            |
| ----------- | ------------------------------------------- | -------------------------------------------- | ------------------------------------- |
| 5 января    | Анталья, Турция $10,000 — Грунт Турнир 2015 | Анна Шефер 4-0 — отказ                       | Эльке Тиль                            |
| 5 января    | Анталья, Турция $10,000 — Грунт Турнир 2015 | Анита Гусарич Даниэлла Миллз 6-4 4-6 [12-10] | Анна Шефер Ленка Винерова             |
| 5 января    | Гонконг $50,000 — Хард Турнир 2015          | Мисаки Дои 6-3 6-3                           | Чжан Кайлинь                          |
| 5 января    | Гонконг $50,000 — Хард Турнир 2015          | Хань Синьюнь Сюй Цзеюй 3-6 6-4 [10-8]        | Варатчая Вонгтинчай Варуня Вонгтинчай |

## Неделя 2
| Дата начала | Турнир                                             | Чемпионки (Счёт финала)                      | Финалистки                           |
| ----------- | -------------------------------------------------- | -------------------------------------------- | ------------------------------------ |
| 12 января   | Анталья, Турция $10,000 — Грунт Турнир 2015        | Петра Убералова 6-4 7-6(2)                   | Анна Шефер                           |
| 12 января   | Анталья, Турция $10,000 — Грунт Турнир 2015        | Анна Шефер Ленка Винерова 6-4 6-4            | Одри Алби Алис Баки                  |
| 12 января   | Порт Эль-Кантауи, Тунис $10,000 — Хард Турнир 2015 | Миртиль Жорж 6-4 6-2                         | Эстель Касино                        |
| 12 января   | Порт Эль-Кантауи, Тунис $10,000 — Хард Турнир 2015 | Миртиль Жорж Селин Гескьер 6-7(6) 6-2 [10-5] | Кристина Грабалова Вендула Зовинцова |
| 12 января   | Фор-де-Франс, Франция $10,000 — Хард Турнир 2015   | Глория Лян 3-6 6-4 6-0                       | Алекса Грэм                          |
| 12 января   | Фор-де-Франс, Франция $10,000 — Хард Турнир 2015   | Алекса Гуарачи Шеразад Ре 6-2 6-1            | Рози Йохансон Глория Лян             |
| 12 января   | Шарм-эш-Шейх, Египет $10,000 — Хард Турнир 2015    | Катарина Ленерт 7-5 3-6 6-4                  | Ева Ваканно                          |
| 12 января   | Шарм-эш-Шейх, Египет $10,000 — Хард Турнир 2015    | Пиа Кёниг Ева Ваканно 4-6 7-6(2) [10-5]      | Камилла Розателло Юки Танака         |
| 12 января   | Штутгарт, Германия $10,000 — Хард(i) Турнир 2015   | Антония Лоттнер 3-6 6-3 6-2                  | Пемра Озген                          |
| 12 января   | Штутгарт, Германия $10,000 — Хард(i) Турнир 2015   | Ленка Кунчикова Каролина Стухлая 6-2 6-3     | Мартина Борецкая Йесика Малечкова    |
| 12 января   | Плантейшн, США $25,000 — Грунт Турнир 2015         | Сачия Викери 6-3 6-1                         | Саманта Кроуфорд                     |
| 12 января   | Плантейшн, США $25,000 — Грунт Турнир 2015         | Ирина Хромачёва Эйжа Мухаммад 6-2 6-2        | Джан Абаза Саназ Маранд              |

## Неделя 3
| Дата начала | Турнир                                             | Чемпионки (Счёт финала)                          | Финалистки                             |
| ----------- | -------------------------------------------------- | ------------------------------------------------ | -------------------------------------- |
| 19 января   | Актобе, Казахстан $10,000 — Хард(i) Турнир 2015    | Ева Ваканно 2-6 6-4 6-1                          | Полина Виноградова                     |
| 19 января   | Актобе, Казахстан $10,000 — Хард(i) Турнир 2015    | Альбина Хабибулина Полина Меренкова 6-4 6-1      | Александра Гринчишина Екатерина Клюева |
| 19 января   | Анталья, Турция $10,000 — Грунт Турнир 2015        | София Квацабая 6-2 6-3                           | Алис Баки                              |
| 19 января   | Анталья, Турция $10,000 — Грунт Турнир 2015        | Мелис Сезер Шанель Симмондс 6-4 4-6 [10-4]       | Екатерина Горгодзе София Квацабая      |
| 19 января   | Карст, Германия $10,000 — Ковёр(i) Турнир 2015     | Катерина Ванькова 2-6 6-4 6-4                    | Тамара Корпач                          |
| 19 января   | Карст, Германия $10,000 — Ковёр(i) Турнир 2015     | Наталья Седлиская Мэнди Вагемакер 3-6 6-4 [10-4] | Каролина Даниэльс Никола Гойер         |
| 19 января   | Порт Эль-Кантауи, Тунис $10,000 — Хард Турнир 2015 | Изабелла Шиникова 6-2 3-6 6-3                    | Сандра Самир                           |
| 19 января   | Порт Эль-Кантауи, Тунис $10,000 — Хард Турнир 2015 | Эстель Касино Изабелла Шиникова 7-6(3) 6-0       | Кристина Грабалова Вендула Зовинцова   |
| 19 января   | Сен-Мартен, Франция $10,000 — Хард Турнир 2015     | Усве Майтане Арконада 7-5 3-6 6-1                | Виктория Босио                         |
| 19 января   | Сен-Мартен, Франция $10,000 — Хард Турнир 2015     | Алекса Гуарачи Аяка Окуно 7-5 6-3                | Лена Литвак Соня Молнар                |
| 19 января   | Шарм-эш-Шейх, Египет $10,000 — Хард Турнир 2015    | Александрина Найденова 6-3 6-4                   | Пиа Кёниг                              |
| 19 января   | Шарм-эш-Шейх, Египет $10,000 — Хард Турнир 2015    | Сихо Акита Юки Танака 6-2 7-6(3)                 | Кайса Риналдо-Перссон Каролин Роде-Мое |
| 19 января   | Дейтона-Бич, США $25,000 — Грунт Турнир 2015       | Дарья Касаткина 6-2 4-6 6-0                      | Элизе Мертенс                          |
| 19 января   | Дейтона-Бич, США $25,000 — Грунт Турнир 2015       | Джан Абаза Саназ Маранд 6-4 3-6 [10-6]           | Элизе Мертенс Аранча Рус               |

## Неделя 4
| Дата начала | Турнир                                                   | Чемпионки (Счёт финала)                          | Финалистки                                   |
| ----------- | -------------------------------------------------------- | ------------------------------------------------ | -------------------------------------------- |
| 26 января   | Актобе, Казахстан $10,000 — Хард(i) Турнир 2015          | Марта Пайгина 6-4 6-0                            | Валерия Уржумова                             |
| 26 января   | Актобе, Казахстан $10,000 — Хард(i) Турнир 2015          | Альбина Хабибулина Полина Меренкова 6-2 7-6(6)   | Ксения Палкина Ева Ваканно                   |
| 26 января   | Анталья, Турция $10,000 — Грунт Турнир 2015              | Ива Мековец 6-4 6-3                              | Екатерина Горгодзе                           |
| 26 января   | Анталья, Турция $10,000 — Грунт Турнир 2015              | Екатерина Горгодзе София Квацабая 6-2 6-2        | Агата Бараньская Виктория Мунтян             |
| 26 января   | Пети-Бур, Франция $10,000 — Хард Турнир 2015             | Шеразад Ре 6-1 6-3                               | Николь Френкель                              |
| 26 января   | Пети-Бур, Франция $10,000 — Хард Турнир 2015             | Аян Брумфилд Мари-Александр Ледю 2-6 6-4 [10-8]  | Мария-Фернанда Альварес-Теран Лаура Пигосси  |
| 26 января   | Порт Эль-Кантауи, Тунис $10,000 — Хард Турнир 2015       | Изабелла Шиникова 6-2 5-7 6-1                    | Мари Бенуа                                   |
| 26 января   | Порт Эль-Кантауи, Тунис $10,000 — Хард Турнир 2015       | Изабелла Шиникова Шанталь Шкамлова 6-2 6-0       | Сильвия Нирич Ольга Паррес Аскойтиа          |
| 26 января   | Сандерленд, Великобритания $10,000 — Хард(i) Турнир 2015 | Эми Ботелл 6-4 6-3                               | Марта Сироткина                              |
| 26 января   | Сандерленд, Великобритания $10,000 — Хард(i) Турнир 2015 | Джоселин Рэй Анна Смит 6-3 6-1                   | Юстина Егёлка Корнелия Листер                |
| 26 января   | Шарм-эш-Шейх, Египет $10,000 — Хард Турнир 2015          | Анастасия Севастова 7-5 6-3                      | Юки Танака                                   |
| 26 января   | Шарм-эш-Шейх, Египет $10,000 — Хард Турнир 2015          | Мелани Клаффнер Анастасия Севастова 6-4 6-4      | Каролин Роде-Мое Мидори Ямамото              |
| 26 января   | Андрезье-Бутеон, Франция $25,000 — Хард(i) Турнир 2015   | Маргарита Гаспарян 6-4 6-4                       | Елица Костова                                |
| 26 января   | Андрезье-Бутеон, Франция $25,000 — Хард(i) Турнир 2015   | Джоя Барбьери Елена Остапенко 2-6 7-6(4) [10-3]  | Лесли Керкхове Ана Врлич                     |
| 26 января   | Санрайз, США $25,000 — Грунт Турнир 2015                 | Сачия Викери 6-2 2-6 6-3                         | Сара Соррибес Тормо                          |
| 26 января   | Санрайз, США $25,000 — Грунт Турнир 2015                 | Анна Калинская Катерина Стюарт 7-6(6) 5-7 [10-6] | Паула Кристина Гонсалвес Беатрис Хаддад Майя |

## Неделя 5
| Дата начала | Турнир                                                                             | Чемпионки (Счёт финала)                        | Финалистки                      |
| ----------- | ---------------------------------------------------------------------------------- | ---------------------------------------------- | ------------------------------- |
| 2 февраля   | Анталья, Турция $10,000 — Грунт Турнир 2015                                        | Анна Шефер 6-2 6-0                             | София Квацабая                  |
| 2 февраля   | Анталья, Турция $10,000 — Грунт Турнир 2015                                        | Мики Миямура Айко Ёситоми 6-1 7-6(4)           | Ванда Лукач Ребека Штолмар      |
| 2 февраля   | Порт Эль-Кантауи, Тунис $10,000 — Хард Турнир 2015                                 | Мари Бенуа 6-7(6) 6-3 6-3                      | Кристина Санчес-Кинтанар        |
| 2 февраля   | Порт Эль-Кантауи, Тунис $10,000 — Хард Турнир 2015                                 | Дебора Кьеза Беатриче Ломбардо 6-3 6-2         | Шармада Балу Митика Одзэки      |
| 2 февраля   | Шарм-эш-Шейх, Египет $10,000 — Хард Турнир 2015                                    | Мелани Клаффнер 7-5 3-6 6-2                    | Юки Танака                      |
| 2 февраля   | Шарм-эш-Шейх, Египет $10,000 — Хард Турнир 2015                                    | Анна Моргина Юки Танака 4-6 6-4 [10-6]         | Вероника Капшай Мелани Клаффнер |
| 2 февраля   | Глазго, Великобритания $25,000 — Хард(i) Турнир 2015                               | Кристина Плишкова 6-2 6-2                      | Ана Богдан                      |
| 2 февраля   | Глазго, Великобритания $25,000 — Хард(i) Турнир 2015                               | Коринна Дентони Клаудиа Джовине 0-6 6-1 [10-7] | Тара Мур Конни Перрен           |
| 2 февраля   | Гренобль, Франция $25,000 — Хард(i) Турнир 2015                                    | Магда Линетт 7-6(2) 4-6 6-1                    | Тереза Мартинцова               |
| 2 февраля   | Гренобль, Франция $25,000 — Хард(i) Турнир 2015                                    | Хироко Кувата Деми Схюрс 6-1 6-3               | Манон Арканджёли Синди Бургер   |
| 2 февраля   | Международный теннисный турнир в Берни Берни, Австралия $50,000 — Хард Турнир 2015 | Дарья Гаврилова 7-5 7-5                        | Ирина Фалькони                  |
| 2 февраля   | Международный теннисный турнир в Берни Берни, Австралия $50,000 — Хард Турнир 2015 | Ирина Фалькони Петра Мартич 6-2 6-4            | Хань Синьюнь Дзюнри Намигата    |
| 2 февраля   | Dow Corning Tennis Classic Мидленд, США $100,000 — Хард(i) Турнир 2015             | Татьяна Мария 6-2 6-0                          | Луиза Чирико                    |
| 2 февраля   | Dow Corning Tennis Classic Мидленд, США $100,000 — Хард(i) Турнир 2015             | Жюли Куэн Эмили Уэбли-Смит 4-6 7-6(4) [11-9]   | Жаклин Како Сачия Викери        |

## Неделя 6
| Дата начала | Турнир                                             | Чемпионки (Счёт финала)                      | Финалистки                           |
| ----------- | -------------------------------------------------- | -------------------------------------------- | ------------------------------------ |
| 9 февраля   | Анталья, Турция $10,000 — Грунт Турнир 2015        | Виктория Кан 6-3 6-4                         | Анна Шефер                           |
| 9 февраля   | Анталья, Турция $10,000 — Грунт Турнир 2015        | Екатерина Горгодзе Виктория Кан 6-1 6-0      | Корнелия Листер Алёна Сотникова      |
| 9 февраля   | Пальманова, Испания $10,000 — Грунт Турнир 2015    | Аманда Каррерас 6-4 7-6(3)                   | Ольга Саес Ларра                     |
| 9 февраля   | Пальманова, Испания $10,000 — Грунт Турнир 2015    | Аманда Каррерас Аличе Саворетти 6-4 6-1      | Ирина Мария Бара Агнеш Букта         |
| 9 февраля   | Порт Эль-Кантауи, Тунис $10,000 — Хард Турнир 2015 | Лу Брюло 6-2 6-2                             | Кристина Санчес-Кинтанар             |
| 9 февраля   | Порт Эль-Кантауи, Тунис $10,000 — Хард Турнир 2015 | Илзе Хаттинг Мишель Саммонс 7-5 6-3          | Николета Даскэлу Юлия Стаматова      |
| 9 февраля   | Трнава, Словакия $10,000 — Хард(i) Турнир 2015     | Анастасия Севастова 6-1 7-6(3)               | Река-Луца Яни                        |
| 9 февраля   | Трнава, Словакия $10,000 — Хард(i) Турнир 2015     | Анна Мария Хайль Анастасия Севастова 6-4 6-3 | Михаэла Гончова Ленка Юрикова        |
| 9 февраля   | Шарм-эш-Шейх, Египет $10,000 — Хард Турнир 2015    | Юлия Терзийская 6-2 7-5                      | Анастасия Прибылова                  |
| 9 февраля   | Шарм-эш-Шейх, Египет $10,000 — Хард Турнир 2015    | Камила Керимбаева Аминат Кушхова 6-3 6-1     | Диана Боголий Полина Лейкина         |
| 9 февраля   | Сан-Паулу, Бразилия $25,000 — Грунт Турнир 2015    | Лаура Поус-Тио 6-2 6-2                       | Андрея Миту                          |
| 9 февраля   | Сан-Паулу, Бразилия $25,000 — Грунт Турнир 2015    | Данка Ковинич Андрея Миту 6-2 7-5            | Татьяна Буа Паула Кристина Гонсалвес |
| 9 февраля   | Лонсестон, Австралия $50,000 — Хард Турнир 2015    | Дарья Гаврилова 6-1 6-2                      | Тереза Мрдежа                        |
| 9 февраля   | Лонсестон, Австралия $50,000 — Хард Турнир 2015    | Хань Синьюнь Дзюнри Намигата 6-4 3-6 [10-6]  | Ван Яфань Ян Чжаосюань               |

## Неделя 7
| Дата начала | Турнир                                                | Чемпионки (Счёт финала)                      | Финалистки                             |
| ----------- | ----------------------------------------------------- | -------------------------------------------- | -------------------------------------- |
| 16 февраля  | Анталья, Турция $10,000 — Грунт Турнир 2015           | София Квацабая 6-4 7-6(6)                    | Диана Бузян                            |
| 16 февраля  | Анталья, Турция $10,000 — Грунт Турнир 2015           | Анита Гусарич Кимберли Циммерманн 6-0 6-3    | Башак Эрайдын Верена Мелисс            |
| 16 февраля  | Пальманова, Испания $10,000 — Грунт Турнир 2015       | Аманда Каррерас 7-5 6-0                      | Кристина Букса                         |
| 16 февраля  | Пальманова, Испания $10,000 — Грунт Турнир 2015       | Ирина Мария Бара Агнеш Букта 6-1 6-1         | Ана Бьянка Михаила Габриэла Пантучкова |
| 16 февраля  | Порт Эль-Кантауи, Тунис $10,000 — Хард Турнир 2015    | Клотильд де Бернарди 6-4 6-2                 | Лу Брюло                               |
| 16 февраля  | Порт Эль-Кантауи, Тунис $10,000 — Хард Турнир 2015    | Тесса Андрианжафитримо Анна Блинкова 6-4 6-0 | Арабела Фернандес Рабенер Ева Ваканно  |
| 16 февраля  | Шарм-эш-Шейх, Египет $10,000 — Хард Турнир 2015       | Юлия Терзийская 6-3 6-2                      | Анастасия Прибылова                    |
| 16 февраля  | Шарм-эш-Шейх, Египет $10,000 — Хард Турнир 2015       | Анна Моргина Юлия Терзийская 6-3 6-0         | Дарья Лебешева Анастасия Шаульская     |
| 16 февраля  | Альтенкирхен, Германия $25,000 — Ковёр(i) Турнир 2015 | Карина Виттхёфт 6-3 6-4                      | Антония Лоттнер                        |
| 16 февраля  | Альтенкирхен, Германия $25,000 — Ковёр(i) Турнир 2015 | Антония Лоттнер Ана Врлич 6-4 3-6 [11-9]     | Сандра Клеменшиц Татьяна Мария         |
| 16 февраля  | Куэрнавака, Мексика $25,000 — Хард Турнир 2015        | Марсела Сакариас 6-3 6-2                     | Нина Стоянович                         |
| 16 февраля  | Куэрнавака, Мексика $25,000 — Хард Турнир 2015        | Виктория Родригес Марсела Сакариас 6-4 6-0   | Александра Морозова Даниэлла Рольдан   |
| 16 февраля  | Москва, Россия $25,000 — Хард(i) Турнир 2015          | Маргарита Гаспарян 6-0 6-4                   | Каринэ Саркисова                       |
| 16 февраля  | Москва, Россия $25,000 — Хард(i) Турнир 2015          | Лидия Морозова Анастасия Васильева 6-4 6-4   | Натела Дзаламидзе Вероника Кудерметова |
| 16 февраля  | Нью-Дели, Индия $25,000 — Хард Турнир 2015            | Магда Линетт 6-1 6-1                         | Тадея Маерич                           |
| 16 февраля  | Нью-Дели, Индия $25,000 — Хард Турнир 2015            | Тан Хаочэнь Ян Чжаосюань 7-5 6-1             | Сюй Цзинвэнь Ли Бэйцзи                 |
| 16 февраля  | Сюрпрайз, США $25,000 — Хард Турнир 2015              | София Арвидссон 6-2 6-1                      | Саназ Маранд                           |
| 16 февраля  | Сюрпрайз, США $25,000 — Хард Турнир 2015              | Жаклин Како Кейтлин Кристиан 6-4 5-7 [10-7]  | Йоханна Конта Мария Санчес             |
| 16 февраля  | Кройцлинген, Швейцария $50,000 — Ковёр(i) Турнир 2015 | Ольга Говорцова 6-2 6-1                      | Ребекка Срамкова                       |
| 16 февраля  | Кройцлинген, Швейцария $50,000 — Ковёр(i) Турнир 2015 | Людмила Киченок Надежда Киченок 6-3 6-3      | Стефани Форетц Ирина Рамьялизон        |

## Неделя 8
| Дата начала | Турнир                                                           | Чемпионки (Счёт финала)                        | Финалистки                             |
| ----------- | ---------------------------------------------------------------- | ---------------------------------------------- | -------------------------------------- |
| 23 февраля  | Анталья, Турция $10,000 — Грунт Турнир 2015                      | Диана Бузян 4-6 6-4 6-0                        | Берфу Ченгиз                           |
| 23 февраля  | Анталья, Турция $10,000 — Грунт Турнир 2015                      | Мелис Сезер Ленка Винерова 6-2 6-2             | Полина Новосёлова Ирина Шиманович      |
| 23 февраля  | Макон, Франция $10,000 — Хард(i) Турнир 2015                     | Софи Ойен 2-6 6-3 7-6(5)                       | Селин Гескьер                          |
| 23 февраля  | Макон, Франция $10,000 — Хард(i) Турнир 2015                     | Изабелла Шиникова Ева Ваканно 6-4 3-6 [10-5]   | Кинни Лесне Марин Парто                |
| 23 февраля  | Пальманова, Испания $10,000 — Грунт Турнир 2015                  | Ивонн Кавалье Реймерс 6-1 6-2                  | Жозефин Буале                          |
| 23 февраля  | Пальманова, Испания $10,000 — Грунт Турнир 2015                  | Ирина Мария Бара Агнеш Букта 6-2 6-4           | Ким-Алице Грайдек Аквиле Паразинскайте |
| 23 февраля  | Порт Эль-Кантауи, Тунис $10,000 — Хард Турнир 2015               | Кристина Шмидлова 7-5 6-2                      | Тереза Маликова                        |
| 23 февраля  | Порт Эль-Кантауи, Тунис $10,000 — Хард Турнир 2015               | Ксения Лыкина Франческа Стефенсон 6-2 6-2      | Вивьен Юхасова Тереза Маликова         |
| 23 февраля  | Шарм-эш-Шейх, Египет $10,000 — Хард Турнир 2015                  | Нуднида Луангнам 6-1 6-3                       | Аминат Кушхова                         |
| 23 февраля  | Шарм-эш-Шейх, Египет $10,000 — Хард Турнир 2015                  | Анна Моргина Юлия Терзийская 6-1 4-6 [10-2]    | Айла Аксу Муге Топсел                  |
| 23 февраля  | Клэр, Австралия $15,000 — Хард Турнир 2015                       | Чан Су Джон 6-3 6-3                            | Пиа Кёниг                              |
| 23 февраля  | Клэр, Австралия $15,000 — Хард Турнир 2015                       | Дженнифер Илие Джессика Мур 6-3 7-5            | Мана Аюкава Котоми Такахата            |
| 23 февраля  | Аурангабад, Индия $25,000 — Грунт Турнир 2015                    | Далила Якупович 6-7(5) 6-4 6-4                 | Хань Синьюнь                           |
| 23 февраля  | Аурангабад, Индия $25,000 — Грунт Турнир 2015                    | Ли Ясюань Варатчая Вонгтинчай 6-1 7-6(4)       | Сюй Цзинвэнь Ли Бэйцзи                 |
| 23 февраля  | Бейнаско, Италия $25,000 — Грунт(i) Турнир 2015                  | Кристина Кучова 6-4 7-6(3)                     | Барбора Крейчикова                     |
| 23 февраля  | Бейнаско, Италия $25,000 — Грунт(i) Турнир 2015                  | Деми Схюрс Даниэла Сегель 6-4 4-6 [11-9]       | Ксения Кнолль Аличе Маттеуччи          |
| 23 февраля  | Кампинас, Бразилия $25,000 — Грунт Турнир 2015                   | Андрея Миту 6-3 3-6 6-2                        | Оливия Роговска                        |
| 23 февраля  | Кампинас, Бразилия $25,000 — Грунт Турнир 2015                   | Полин Пармантье Оливия Роговска 7-5 4-6 [10-8] | Андреа Гамис Паула Кристина Гонсалвес  |
| 23 февраля  | Ранчо-Санта-Фе, США $25,000 — Хард Турнир 2015                   | Кэтрин Беллис 6-2 6-0                          | Мария Санчес                           |
| 23 февраля  | Ранчо-Санта-Фе, США $25,000 — Хард Турнир 2015                   | Саманта Кроуфорд Эйжа Мухаммад 6-0 6-3         | Ипек Сойлу Нина Стоянович              |
| 23 февраля  | Кубок Невы Санкт-Петербург, Россия $50,000 — Хард(i) Турнир 2015 | Елена Остапенко 3-6 7-5 6-2                    | Патрича Мария Циг                      |
| 23 февраля  | Кубок Невы Санкт-Петербург, Россия $50,000 — Хард(i) Турнир 2015 | Виктория Голубич Александра Саснович 6-4 7-5   | Стефани Форетц Ана Врлич               |

## Неделя 9
| Дата начала | Турнир                                             | Чемпионки (Счёт финала)                                   | Финалистки                                 |
| ----------- | -------------------------------------------------- | --------------------------------------------------------- | ------------------------------------------ |
| 2 марта     | Анталья, Турция $10,000 — Грунт Турнир 2015        | Кристина Дину 2-6 6-4 6-2                                 | Река-Луца Яни                              |
| 2 марта     | Анталья, Турция $10,000 — Грунт Турнир 2015        | Корнелия Листер Тара Мур 7-6(0) 7-5                       | Ким-Алице Грайдек Александра Нанкэрроу     |
| 2 марта     | Порт Эль-Кантауи, Тунис $10,000 — Хард Турнир 2015 | Шанель Симмондс 2-6 7-6(0) 6-4                            | Кристина Санчес-Кинтанар                   |
| 2 марта     | Порт Эль-Кантауи, Тунис $10,000 — Хард Турнир 2015 | Кристина Санчес-Кинтанар Клара Таньелян 7-5 6-7(9) [10-3] | Джессика Хо Шанель Симмондс                |
| 2 марта     | Соларино, Италия $10,000 — Хард Турнир 2015        | Ирина Рамьялизон 6-1 6-7(6) 6-4                           | Мартина Карегаро                           |
| 2 марта     | Соларино, Италия $10,000 — Хард Турнир 2015        | Дебора Кьеза Камилла Розателло 7-6(4) 6-3                 | Марта Беллукко Камилла Скала               |
| 2 марта     | Цзянмынь, Китай $10,000 — Хард Турнир 2015         | Эмм Флуд 7-6(7) 6-3                                       | Тан Хаочэнь                                |
| 2 марта     | Цзянмынь, Китай $10,000 — Хард Турнир 2015         | Сюй Цзинвэнь Тан Хаочэнь 6-4 6-3                          | Цзян Синьюй Тан Цяньхуэй                   |
| 2 марта     | Шарм-эш-Шейх, Египет $10,000 — Хард Турнир 2015    | Вера Лапко 7-5 6-3                                        | Маркета Вондроушова                        |
| 2 марта     | Шарм-эш-Шейх, Египет $10,000 — Хард Турнир 2015    | Вера Лапко Маркета Вондроушова 6-2 6-4                    | Анна Моргина Каролин Роде-Мое              |
| 2 марта     | Порт-Пири, Австралия $15,000 — Хард Турнир 2015    | Хан На Рэ 3-6 6-4 6-2                                     | Чан Су Джон                                |
| 2 марта     | Порт-Пири, Австралия $15,000 — Хард Турнир 2015    | Джессика Мур Эбби Майерс 6-0 6-3                          | Лю Чан Тянь Жань                           |
| 2 марта     | Куритиба, Бразилия $25,000 — Грунт Турнир 2015     | Лурдес Домингес Лино 4-6 6-2 6-3                          | Данка Ковинич                              |
| 2 марта     | Куритиба, Бразилия $25,000 — Грунт Турнир 2015     | Исалин Бонавентюре Ребекка Петерсон 4-6 6-3 [10-5]        | Беатрис Гарсия-Видагани Флоренсия Молинеро |

## Неделя 10
| Дата начала | Турнир                                                    | Чемпионки (Счёт финала)                           | Финалистки                      |
| ----------- | --------------------------------------------------------- | ------------------------------------------------- | ------------------------------- |
| 9 марта     | Амьен, Франция $10,000 — Грунт(i) Турнир 2015             | Ольга Янчук 3-6 6-3 6-4                           | Ализе Лим                       |
| 9 марта     | Амьен, Франция $10,000 — Грунт(i) Турнир 2015             | Илка Чореги Элени Данилиду 6-1 6-4                | Елизавета Янчук Ольга Янчук     |
| 9 марта     | Анталья, Турция $10,000 — Грунт Турнир 2015               | Виктория Кан 6-1 6-0                              | Анна Шефер                      |
| 9 марта     | Анталья, Турция $10,000 — Грунт Турнир 2015               | Корнелия Листер Светлана Пироженко 7-6(6) 6-4     | Ким-Алице Грайдек Ленка Юрикова |
| 9 марта     | Гейнсвилл, США $10,000 — Грунт Турнир 2015                | Катерина Стюарт 6-4 4-6 6-4                       | София Кенин                     |
| 9 марта     | Гейнсвилл, США $10,000 — Грунт Турнир 2015                | Ингрид Нил Фанни Штоллар 6-3 6-3                  | София Кенин Мэри Норрис         |
| 9 марта     | Порт Эль-Кантауи, Тунис $10,000 — Хард Турнир 2015        | Клотильд де Бернарди 6-4 6-3                      | Кристина Санчес-Кинтанар        |
| 9 марта     | Порт Эль-Кантауи, Тунис $10,000 — Хард Турнир 2015        | Миртиль Жорж Изабелла Шиникова 1-6 6-4 [10-2]     | Магали Кемпен Шанель Симмондс   |
| 9 марта     | Сан-Жозе-дус-Кампус, Бразилия $10,000 — Грунт Турнир 2015 | Надя Подорошка 6-7(6) 7-6(2) 6-3                  | Виктория Босио                  |
| 9 марта     | Сан-Жозе-дус-Кампус, Бразилия $10,000 — Грунт Турнир 2015 | Каролина Алвес Виктория Босио 7-6(3) 6-4          | Габриэла Се Лаура Пигосси       |
| 9 марта     | Соларино, Италия $10,000 — Хард Турнир 2015               | Кристиана Феррандо 6-3 6-3                        | Ирина Рамьялизон                |
| 9 марта     | Соларино, Италия $10,000 — Хард Турнир 2015               | Анна Бондарь Далма Галфи 6-3 6-2                  | София Ковалец Янина Толян       |
| 9 марта     | Цзянмынь, Китай $10,000 — Хард Турнир 2015                | Чжан Кайчжэнь 6-2 6-1                             | Чжао Ди                         |
| 9 марта     | Цзянмынь, Китай $10,000 — Хард Турнир 2015                | Чхве Джи Хи Ким На Ри 4-6 6-2 [11-9]              | Ли Бэйцзи Ли Ихун               |
| 9 марта     | Шарм-эш-Шейх, Египет $10,000 — Хард Турнир 2015           | Нуднида Луангнам 6-2 6-4                          | Мелани Клаффнер                 |
| 9 марта     | Шарм-эш-Шейх, Египет $10,000 — Хард Турнир 2015           | Прартхана Тхомбаре Екатерина Яшина 6-4 5-7 [10-6] | Ангелина Калита Вера Лапко      |
| 9 марта     | Милдьюра, Австралия $15,000 — Трава Турнир 2015           | Элисон Бэй 6-3 6-3                                | Кимберли Биррелл                |
| 9 марта     | Милдьюра, Австралия $15,000 — Трава Турнир 2015           | Хироко Кувата Юки Танака 6-2 6-0                  | Тянь Жань Ван Янь               |

## Неделя 11
| Дата начала | Турнир                                               | Чемпионки (Счёт финала)                         | Финалистки                          |
| ----------- | ---------------------------------------------------- | ----------------------------------------------- | ----------------------------------- |
| 16 марта    | Анталья, Турция $10,000 — Хард Турнир 2015           | Алёна Сотникова 6-3 6-3                         | Барбара Хаас                        |
| 16 марта    | Анталья, Турция $10,000 — Хард Турнир 2015           | Кристина Эне Йоана Лоредана Рошка 6-2 6-3       | Камила Керимбаева Алёна Сотникова   |
| 16 марта    | Гонесс, Франция $10,000 — Грунт(i) Турнир 2015       | Ольга Янчук 3-6 7-5 6-3                         | Михаэла Гончова                     |
| 16 марта    | Гонесс, Франция $10,000 — Грунт(i) Турнир 2015       | Агнеш Букта Оана Джорджета Симон 6-4 3-6 [10-6] | Елизавета Янчук Ольга Янчук         |
| 16 марта    | Кофу, Япония $10,000 — Хард Турнир 2015              | Мики Миямура 6-4 6-2                            | Айко Ёситоми                        |
| 16 марта    | Кофу, Япония $10,000 — Хард Турнир 2015              | Харука Кадзи Айко Ёситоми 6-2 6-3               | Рика Фудзивара Акари Иноуэ          |
| 16 марта    | Орландо, США $10,000 — Грунт Турнир 2015             | Клер Лю 6-1 6-3                                 | Фанни Штоллар                       |
| 16 марта    | Орландо, США $10,000 — Грунт Турнир 2015             | Ингрид Нил Фанни Штоллар 6-3 7-6(4)             | Катерина Крамперова Катерина Стюарт |
| 16 марта    | Осло, Норвегия $10,000 — Хард(i) Турнир 2015         | Пемра Озген 2-6 6-3 7-6(5)                      | Юстина Егёлка                       |
| 16 марта    | Осло, Норвегия $10,000 — Хард(i) Турнир 2015         | Юстина Егёлка Ева Ваканно 6-1 6-1               | Яна Фетт Адрияна Лекай              |
| 16 марта    | Порт Эль-Кантауи, Тунис $10,000 — Хард Турнир 2015   | Миртиль Жорж 6-4 6-0                            | Изабелла Шиникова                   |
| 16 марта    | Порт Эль-Кантауи, Тунис $10,000 — Хард Турнир 2015   | Бритт Гёкенс Ингер ван Дейкман 6-2 6-0          | Диана Бузян Ралука Чуфрила          |
| 16 марта    | Рибейран-Прету, Бразилия $10,000 — Грунт Турнир 2015 | Валерия Страхова 4-6 7-5 6-3                    | Фернанда Брито                      |
| 16 марта    | Рибейран-Прету, Бразилия $10,000 — Грунт Турнир 2015 | Ингрид Гамарра Мартинс Валерия Страхова 6-0 6-3 | Мелина Ферреро Карла Лусеро         |
| 16 марта    | Соларино, Италия $10,000 — Хард Турнир 2015          | Далма Галфи 6-4 7-6(0)                          | Глория Лян                          |
| 16 марта    | Соларино, Италия $10,000 — Хард Турнир 2015          | Лаура Шедер Яннеке Виккеринк 6-4 2-6 [10-7]     | Ольга Дорошина София Шапатава       |
| 16 марта    | Цзянмынь, Китай $10,000 — Хард Турнир 2015           | Лю Чан 6-3 6-0                                  | Хэрриет Дарт                        |
| 16 марта    | Цзянмынь, Китай $10,000 — Хард Турнир 2015           | Ю Сяоди Чжу Айвэнь 4-6 7-5 [10-4]               | Синь Юань Е Цююй                    |
| 16 марта    | Шарм-эш-Шейх, Египет $10,000 — Хард Турнир 2015      | Кэти Суон 6-2 6-2                               | Юлия Терзийская                     |
| 16 марта    | Шарм-эш-Шейх, Египет $10,000 — Хард Турнир 2015      | Ола Абу Зекри Катерина Слюсарь 6-2 6-4          | Эйми Гибсон Кэти Суон               |
| 16 марта    | Ирапуато, Мексика $25,000 — Хард Турнир 2015         | Алекса Глатч 6-2 7-5                            | Рената Ворачова                     |
| 16 марта    | Ирапуато, Мексика $25,000 — Хард Турнир 2015         | Виктория Родригес Марсела Сакариас 6-1 7-5      | Аяка Окуно Ана София Санчес         |
| 16 марта    | Севилья, Испания $25,000 — Грунт Турнир 2015         | Ольга Говорцова 7-5 6-2                         | Марина Заневская                    |
| 16 марта    | Севилья, Испания $25,000 — Грунт Турнир 2015         | Екатерина Горгодзе Виктория Кан 6-3 6-2         | Сандра Клеменшиц Дина Пфиценмайер   |

## Неделя 12
| Дата начала | Турнир                                                      | Чемпионки (Счёт финала)                                   | Финалистки                           |
| ----------- | ----------------------------------------------------------- | --------------------------------------------------------- | ------------------------------------ |
| 23 марта    | Анталья, Турция $10,000 — Хард Турнир 2015                  | Каролин Ромео 6-3 7-5                                     | Йоана Лоредана Рошка                 |
| 23 марта    | Анталья, Турция $10,000 — Хард Турнир 2015                  | Айла Аксу Мелис Сезер 6-2 6-4                             | Дорин Кёйперс Аймет Ускатеги         |
| 23 марта    | Гавр, Франция $10,000 — Грунт(i) Турнир 2015                | Аличе Маттеуччи 4-6 6-4 7-6(3)                            | Синди Бургер                         |
| 23 марта    | Гавр, Франция $10,000 — Грунт(i) Турнир 2015                | Эрика Вогелсанг Мэнди Вагемакер 6-1 1-6 [10-6]            | Аличе Маттеуччи Мартина Тревизан     |
| 23 марта    | Ираклион, Греция $10,000 — Хард Турнир 2015                 | Мария Саккари 6-4 6-3                                     | Анастасия Комардина                  |
| 23 марта    | Ираклион, Греция $10,000 — Хард Турнир 2015                 | Валентини Грамматикопулу Анастасия Комардина 7-5 6-2      | Виктория Кужмова Петра Роганова      |
| 23 марта    | Метепек, Мексика $10,000 — Хард Турнир 2015                 | Марсела Сакариас 6-4 7-5                                  | Мария-Фернанда Алвес                 |
| 23 марта    | Метепек, Мексика $10,000 — Хард Турнир 2015                 | Мария-Фернанда Алвес Кейтлин Кристиан 2-6 6-1 [15-13]     | Виктория Родригес Марсела Сакариас   |
| 23 марта    | Ниситама, Япония $10,000 — Хард Турнир 2015                 | Сюй Цзинвэнь 6-3 3-6 6-4                                  | Кёка Окамура                         |
| 23 марта    | Ниситама, Япония $10,000 — Хард Турнир 2015                 | Кёка Окамура Акико Ёнэмура 2-6 6-2 [10-5]                 | Канаэ Хисами Котоми Такахата         |
| 23 марта    | Порт Эль-Кантауи, Тунис $10,000 — Хард Турнир 2015          | Мелани Стокке 2-6 6-2 6-3                                 | Лу Брюло                             |
| 23 марта    | Порт Эль-Кантауи, Тунис $10,000 — Хард Турнир 2015          | Каролина Даниэльс Юстина Егёлка 7-5 5-7 [10-5]            | Фатма Аль-Набхани Изабелла Шиникова  |
| 23 марта    | Соларино, Италия $10,000 — Хард Турнир 2015                 | Джоя Барбьери 7-6(5) 6-0                                  | Федерика Билардо                     |
| 23 марта    | Соларино, Италия $10,000 — Хард Турнир 2015                 | Франческа Палмиджано Лиза Сабино 6-3 4-6 [10-3]           | Анна Бондарь Ольга Дорошина          |
| 23 марта    | Сан-Жозе-ду-Риу-Прету, Бразилия $10,000 — Грунт Турнир 2015 | Катажина Кава 7-5 3-6 6-4                                 | Надя Подорошка                       |
| 23 марта    | Сан-Жозе-ду-Риу-Прету, Бразилия $10,000 — Грунт Турнир 2015 | Анна Виктория Гобби Монльяу Констанса Вега 6-3 3-6 [11-9] | Гваделупа Перес Рохас Надя Подорошка |
| 23 марта    | Шарм-эш-Шейх, Египет $10,000 — Хард Турнир 2015             | Аминат Кушхова 6-3 6-0                                    | Юлия Терзийская                      |
| 23 марта    | Шарм-эш-Шейх, Египет $10,000 — Хард Турнир 2015             | Арабела Фернандес Рабенер Лина Джёрческа 6-3 7-6(4)       | Анна Моргина Юлия Терзийская         |
| 23 марта    | Бангкок, Таиланд $15,000 — Хард Турнир 2015                 | Чан Су Джон 6-2 6-4                                       | Мияби Иноуэ                          |
| 23 марта    | Бангкок, Таиланд $15,000 — Хард Турнир 2015                 | Чан Су Джон Воислава Лукич 6-4 6-4                        | Шанель Симмондс Эмили Уэбли-Смит     |
| 23 марта    | Морнингтон, Австралия $15,000 — Грунт Турнир 2015           | Присцилла Хон 5-7 6-3 7-6(4)                              | Сандра Заневская                     |
| 23 марта    | Морнингтон, Австралия $15,000 — Грунт Турнир 2015           | Присцилла Хон Тамми Паттерсон 6-4 7-6(4)                  | Мана Аюкава Аяка Окуно               |
| 23 марта    | Палм-Харбор, США $25,000 — Грунт Турнир 2015                | Катерина Стюарт 1-6 6-3 2-0 — отказ                       | Марина Заневская                     |
| 23 марта    | Палм-Харбор, США $25,000 — Грунт Турнир 2015                | Паула Кристина Гонсалвес Петра Крейсова 6-2 6-4           | Мария Иригойен Паула Ормаэчеа        |
| 23 марта    | Blossom Cup Цюаньчжоу, Китай $50,000 — Хард Турнир 2015     | Елизавета Куличкова 6-1 5-7 7-5                           | Елена Остапенко                      |
| 23 марта    | Blossom Cup Цюаньчжоу, Китай $50,000 — Хард Турнир 2015     | Эри Ходзуми Макото Ниномия 6-3 6-7(2) [10-2]              | Хироко Кувата Дзюнри Намигата        |

## Неделя 13
| Дата начала | Турнир                                                                            | Чемпионки (Счёт финала)                              | Финалистки                          |
| ----------- | --------------------------------------------------------------------------------- | ---------------------------------------------------- | ----------------------------------- |
| 30 марта    | Анталья, Турция $10,000 — Хард Турнир 2015                                        | Алёна Сотникова 6-3 6-1                              | Каролин Ромео                       |
| 30 марта    | Анталья, Турция $10,000 — Хард Турнир 2015                                        | Лу Цзяцзин Алёна Сотникова 6-2 6-0                   | Мартина Качотти Мария Мазини        |
| 30 марта    | Дехрадун, Индия $10,000 — Хард Турнир 2015                                        | Сюй Цзинвэнь 7-6(4) 6-4                              | Нунгнадда Ваннасук                  |
| 30 марта    | Дехрадун, Индия $10,000 — Хард Турнир 2015                                        | Прартхана Тхомбаре Нунгнадда Ваннасук 6-0 6-4        | Прерна Бхамбри Ришика Сункара       |
| 30 марта    | Ираклион, Греция $10,000 — Хард Турнир 2015                                       | Мария Саккари 6-2 6-2                                | Валентини Грамматикопулу            |
| 30 марта    | Ираклион, Греция $10,000 — Хард Турнир 2015                                       | Валентини Грамматикопулу Анастасия Комардина 6-2 6-3 | Барбара Бонич Тамара Чурович        |
| 30 марта    | Манама, Бахрейн $10,000 — Хард Турнир 2015                                        | Фатма Аль-Набхани 6-4 7-6(2)                         | Вивиан Хайзен                       |
| 30 марта    | Манама, Бахрейн $10,000 — Хард Турнир 2015                                        | Фатма Аль-Набхани Камила Фуэнтес 6-2 7-6(3)          | Стаматия Фафалиу Ясмин Ебавы        |
| 30 марта    | Порт Эль-Кантауи, Тунис $10,000 — Хард Турнир 2015                                | Михаэла Бузарнеску 6-0 6-1                           | Лу Брюло                            |
| 30 марта    | Порт Эль-Кантауи, Тунис $10,000 — Хард Турнир 2015                                | Инес Мурта Мелани Стокке 6-1 7-5                     | Михаэла Бузарнеску Алёна Кирпот     |
| 30 марта    | Пула, Италия $10,000 — Грунт Турнир 2015                                          | Джорджа Брешиа 6-3 3-6 6-4                           | Аличе Балдуччи                      |
| 30 марта    | Пула, Италия $10,000 — Грунт Турнир 2015                                          | Клаудиа Джовине Кимберли Циммерманн 7-6(4) 6-3       | Ирина Мария Бара Лилла Барзо        |
| 30 марта    | Шарм-эш-Шейх, Египет $10,000 — Хард Турнир 2015                                   | Мариам Болквадзе 6-1 6-4                             | Лина Джёрческа                      |
| 30 марта    | Шарм-эш-Шейх, Египет $10,000 — Хард Турнир 2015                                   | Лина Джёрческа Юлия Терзийская 6-0 6-0               | Виктория Кулик Каролина Силванович  |
| 30 марта    | Бангкок, Таиланд $15,000 — Хард Турнир 2015                                       | Шанель Симмондс 7-6(4) 6-3                           | Мияби Иноуэ                         |
| 30 марта    | Бангкок, Таиланд $15,000 — Хард Турнир 2015                                       | Нао Хибино Мию Като 6-4 6-2                          | Мияби Иноуэ Акико Омаэ              |
| 30 марта    | Мельбурн, Австралия $15,000 — Грунт Турнир 2015                                   | Зоуи Хайвз 7-5 6-2                                   | Салли Пирс                          |
| 30 марта    | Мельбурн, Австралия $15,000 — Грунт Турнир 2015                                   | Присцилла Хон Тамми Паттерсон 2-6 6-4 [12-10]        | Агата Бараньская Сандра Заневская   |
| 30 марта    | Круасси-Бобур, Франция $50,000 — Хард(i) Турнир 2015                              | Маргарита Гаспарян 6-3 6-4                           | Матильда Юханссон                   |
| 30 марта    | Круасси-Бобур, Франция $50,000 — Хард(i) Турнир 2015                              | Джоселин Рэй Анна Смит 7-6(5) 7-6(2)                 | Жюли Куэн Матильда Юханссон         |
| 30 марта    | Wilde Lexus Women's USTA Pro Circuit Event Оспри, США $50,000 — Грунт Турнир 2015 | Алекса Глатч 6-2 6-7(6) 6-3                          | Мэдисон Бренгл                      |
| 30 марта    | Wilde Lexus Women's USTA Pro Circuit Event Оспри, США $50,000 — Грунт Турнир 2015 | Ангелина Калинина Александра Корашвили 6-1 6-4       | Вероника Сепеде Роиг Мария Иригойен |